# Scenopinus physadius
Scenopinus physadius är en tvåvingeart som först beskrevs av Seguy 1930.  Scenopinus physadius ingår i släktet Scenopinus och familjen fönsterflugor.
Artens utbredningsområde är Marocko. Inga underarter finns listade i Catalogue of Life.